# Dichaetomyia cuthberstoni
Dichaetomyia cuthberstoni este o specie de muște din genul Dichaetomyia, familia Muscidae, descrisă de Fritz Isidore van Emden în anul 1942. Conform Catalogue of Life specia Dichaetomyia cuthberstoni nu are subspecii cunoscute.